# دوروثيا بيل
دوروثيا بيل، حاملة درجة الدكتوراه في القانون (21 مارس 1831 – 9 نوفمبر 1906)، كانت ناشطة في حركة المطالبة بحقوق المرأة في التصويت، ومُصلِحة تعليمية، وكاتِبة. بصفتها مديرة لكلية تشلتنهام للسيدات، أصبحت مؤسِّسة كلية سانت هيلدا بجامعة أكسفورد.

## نشأتها وعائلتها
ولدت دوروثيا بيل في 21 مارس 1831 في شارع بيشوبس غيت رقم 41 في لندن، وهي الطفل الرابع والابنة الثالثة لمايلز بيل، جراح من عائلة من غلوسترشير اهتمت بقضايا التعليم والمجتمع. والدتها، دوروثيا مارغريت كومبلن، من أصول هوغينوتية، كان لديها إجمالًا إحدى عشر طفلًا. كانت ابنة عم كارولين فرانسيس كورنووليس، وأثرت هذه العلاقة في دوروثيا الصغيرة. تلقت دوروثيا تعليمها حتى سن الثالثة عشر جزئيًا في المنزل وجزئيًا في مدرسة في ستراتفورد بمقاطعة إيسكس. ثم حضرت محاضرات في كلية غريشام ومؤسسة قاعة كروسبي الأدبية، وطورت أهلية لدراسة الرياضيات.
في عام 1847، بدأت هي وشقيقتان أكبر منها بالالتحاق بمدرسة السيدة براي المرموقة للفتيات الإنجليزيات في باريس، حيث بقيت فيها حتى ثورة عام 1848 التي أدت إلى إغلاق المدرسة. بعد ذلك، كانت دوروثيا وشقيقاتها من بين أوائل الطلاب في كلية الملكة المُفتَتَحة حديثًا في شارع هارلي بلندن. كانت زميلاتها هناك فرانسيس بوس وأديليد بروكتر.

## مسيرتها

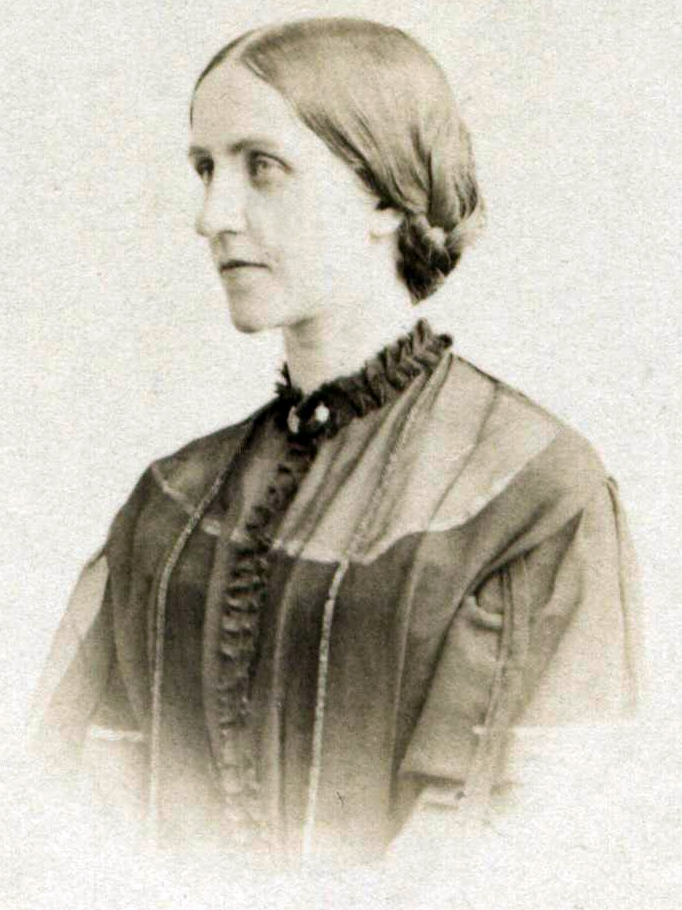
دوروثيا بيل (1831–1906)، مؤسِّسة كلية سانت هيلدا

في عام 1849، تم تعيين دوروثيا بيل مدرسة لمادة الرياضيات في كلية الملكة، وفي عام 1854 أصبحت مديرة للمدرسة المرتبطة بالكلية تحت إشراف السيدة باري.
خلال العطلات، زارت بيل مدارس في سويسرا وألمانيا. في عام 1856، قضت وقتًا في معهد الشمامسة في كايزرسفيرث، حيث تعرفت على إليزابيث فيرارد. في نفس العام، نشرت بيل كتيبًا صغيرًا بهوية مجهولة أعلنت فيه عن دعمها للمعهد. في نهاية عام 1856، غادرت كلية الملكة، غير راضية عن إدارتها، وفي يناير 1857 أصبحت مديرة مدرسة بنات القساوسة في كاستيرتون، ويستمورلاند (تأسست في عام 1823 على يد وليام كاروس ويلسون في كوان بريدج). هناك، أدى إصرار بيل على ضرورة الإصلاحات إلى استقالتها في ديسمبر من العام التالي، إلا أن عديدًا من التغييرات أتمت في إدارة المدرسة في العام التالي. في عام 1858، أنشأت بيل منحة دراسية لطلاب مدرسة كاستيرتون للالتحاق بكلية تشلتنهام.
خلال البحث عن عمل جديد، علمت بيل الرياضيات واللاتينية في مدرسة السيدة إلوال في بارنز، وصاغت كتابها المدرسي «كتاب الطلاب للتاريخ العام والإنجليزي من 100 قبل الميلاد وحتى الوقت الحاضر» لاستخدامه من قِبل المعلمين.
في 16 يونيو 1858، اختيرت الآنسة بيل من بين 50 مرشحًا لتصبح مديرة كلية السيدات في تشلتنهام، وهي أقدم مدرسة خاصة للفتيات في إنجلترا. افتتحت المدرسة في 13 فبراير 1854 بـ 82 طالبًا ورأسمال قدره 2,000 جنيه إسترليني. قضت بيل بقية حياتها المهنية التعليمية في تشلتنهام. عندما بدأت عملها كمديرة، كان للمدرسة 69 طالبًا فقط وبقي من رأسمالها الأصلي 400 جنيه إسترليني فقط. خلال السنتين التاليتين، واجهت المدرسة صعوبات مالية. في عام 1860، أعيد تنظيم الأمور المالية، وبحلول عام 1863، ارتفع عدد الطلاب إلى 126 طالبًا. من ثم باتت استمرارية المدرسة مضمونة. في عام 1873، انتقلت المدرسة إلى مبانٍ خاصة بها، وتوسعت بعد ثلاث سنوات، حين كان للمدرسة 310 طالبًا. في عام 1880، أصبحت المدرسة شركة مستقلة، وفي ذلك الوقت بلغ عدد الطلاب 500 طالب. أجريت العديد من الإضافات على المباني بين عامي 1882 و1905. في عام 1912، ضمت المدرسة أكثر من 1,000 طالب و 120 معلمًا، و14 بيتًا سكنيًا، وقسمًا لتدريب المعلمين في المرحلة الثانوية وروضة الأطفال، ومكتبة تضم أكثر من 7,000 مجلد، ومساحة تزيد عن 15 فدانًا من مساحات اللعب.
منذ أوائل عام 1864، اعترف بنجاح بيل كمديرة مدرسة. في عام 1865، قدمت شهادتها أمام لجنة التحقيق في المدارس الممولة، وشهدت أمامها سبعة شهود أخريات من السيدات بمن فيهم بوس والآنسة إميلي ديفيس. نشرت الشهادات في عام 1868، مقدمة دافعًا كبيرًا في سبيل تعليم الفتيات في إنجلترا. في عام 1869، نشرت بيل تقارير لجنة التحقيق حول تعليم الفتيات، مع مقتطفات من الشهادات ومقدمة كتبتها بنفسها. مثّل التقرير عرضًا ملحوظًا ملحوظ للمستوى المتواضع للتعليم في مدارس الفتيات الثانوية قبل عام 1870.
رأت دوروثيا بيل أن غياب وسائل تدريب المعلمين كان أحد أهم العقبات التي تحول دون التطور. تمت محاولة تلبية هذا الاحتياج من قِبل صديقة في تشلتنهام في عام 1876. في العام التالي، بعد وفاة صديقتها، واصلت بيل العمل. سار التقدم بسرعة؛ إذ بنيت أول كلية تدريب سكنية للمعلمين في البلاد، وأطلق عليها اسم كلية سانت هيلدا، وافتتحت في عام 1885.
ومع ذلك، من أجل منح المعلمين المتدربين فائدة سنة دراسية في جامعة أكسفورد، اشترت بيل في عام 1892 مبنى كاولي هاوس في أكسفورد مقابل 5000 جنيه إسترليني، وافتتح باسم كلية سانت هيلدا لإقامة النساء في عام 1893، وانضم في عام 1901 إلى كلية تدريب تشلتنهام ككلية سانت هيلدا المدمجة. كان طلاب كلية سانت هيلدا هول، أكسفورد، في الغالب، لكن ليس حصرًا، من الخريجين القدامى لتشلتنهام. استقدمت بيل فصلًا لرياض الأطفال في تشلتنهام في عام 1876، وسرعان ما تبعه إنشاء قسم لتدريب معلمي روضة الأطفال، وأصبح جزءًا لا يتجزأ من عمل الكلية.
في عام 1880، أسست بيل مجلة كلية السيدات تشلتنهام، وظلت محررتها حتى وفاتها، بهدف توفير رابط بين الطلاب السابقين والحاليين. بنفس الهدف، أسست في عام 1884 «جمعية كلية سيدات تشلتنهام»، والتي وصل عدد أعضائها إلى 2500 عضو بحلول عام 1912. في 26 أكتوبر 1889، بدأت الجمعية تأسيس مستوطنة تشلتنهام في بيثنال جرين، والتي استمرت حتى اليوم باسم مركز مجتمع سانت هيلدا الشرقي، وهو مبنى بني على يد الطلاب السابقين والحاليين وافتتح في 26 أبريل 1898 باعتبارها سيدة ملتزمة بالكنيسة وموجهة في حياتها بشعور ديني عميق، أسست بيل في تشلتنهام في عام 1884 «أيام السكينة» وهي اجتماعات دينية للمعلمين، عادة في نهاية فصل الصيف، حيث يقدم رجال الكنيسة المعروفين محاضراتهم.
إلى جانب عملها في الكلية، قدمت بيل جهودًا رامية لتقدم التعليم تقريبًا في كل مجال، وتعاونت مع المؤسسات الخيرية المحلية. شغلت منصب رئيسة رابطة مديرات المدارس بين عامي 1895 و1897، وكانت عضوة في العديد من المجتمعات التعليمية. في عام 1894، قدمت شهادتها أمام لجنة الملكية للتعليم الثانوي، التي كان جيمس برايس رئيسًا لها. بالتعاون مع سولزبي ودوف، جسدت آراءها السديدة حول تعليم الفتيات في كتاب «العمل واللعب في مدارس الفتيات» (1898).
ضمّت بيل صوتها مع حركة نضال المرأة من أجل حقوق التصويت، حيث كانت نائبة رئيس لجمعية كينسينغتون.